# Кабузенко, Светлана Николаевна
Светлана Николаевна Кабузенко (укр. Світлана Миколаївна Кабузенко; 23 сентября 1938, Ново-Борисов Минской области — 2017) — советский и украинский биолог и физиолог растений. Доктор биологических наук (1998), профессор (2002)

## Биография
В 1961 окончила факультет естественных наук Крымского педагогического института. В 1967—1969 работала на Крымской исследовательской станции садоводства (с. Маленькое Симферопольского района). С 1969 — в Таврическом университете: с 1998 — профессор кафедры физиологии растений и биотехнологий.
В 1968 году защитила диссертацию «Взаимосвязь формы растений и анатомо-физиологических свойств листа в приспособлении к недостаточному водоснабжению» и ей была присвоена ученая степень кандидата биологических наук.
В 1997 году защитила докторскую диссертацию «Влияние засоления и экзогенных фитогормонов на рост и некоторые физиолого-биохимические функции растений на ранних этапах онтогенеза».
Входит в список людей, прославивших г. Борисов (Минская область, Республика Беларусь)

## Награды
- Медаль «Ветеран труда»

## Научные работы
- «Влияние засоления и экзогенных фитогормонов на рост и некоторые физиолого-биохимические функции растений на ранних этапах онтогенеза». К., 1995;
- «Влияние экзогенных фитогормонов на рост и солеустойчивость культурных растений» // ФиБКР. 1997. Т. 29, № 3;
- «Влияние синтетических регуляторов роста на показатели водообмена проростков кукурузы и ячменя на фоне хлоридного засоления» // Там же. 2009. Т. 41, № 2.